# Павловское (Глебовский сельский округ)
Павловское — деревня в Ярославском районе Ярославской области России. В рамках организации местного самоуправления входит в Кузнечихинское сельское поселение; в рамках административно-территориального устройства включается в Глебовский сельский округ.

## География
Расположена на берегу реки Ить в 13 километрах к северу от центра поселения деревни Кузнечиха и в 20 километрах к северу от центра Ярославля.

## История
Церковь в селе была построена в 1797 году на средства прихожан. Престолов было два: Покрова Пресвятой Богородицы, Святого Пророка Илии. 
В конце XIX — начале XX село входило в состав Ишмановской волости (позднее — в Малаховской волости) Романово-Борисоглебского уезда Ярославской губернии.
С 1929 года село входило в состав Ермаковского сельсовета Ярославского района, в 1946—1957 годах — в составе Толбухинского района, с 1954 года — в составе Глебовского сельсовета, с 2005 года — в составе Кузнечихинского сельского поселения.

## Население
| 1859 | 2002 | 2007 | 2010 |
| ---- | ---- | ---- | ---- |
| 59   | ↘7   | ↗11  | ↘8   |